# سراب اسکان
سراب اسکان‌منطقه‌ای تفرجگاهی در نزدیکی روستای اسکان در شهرستان شازند واقع در استان مرکزی است. به دلیل وجود آب و هوای مناسب و موقعیت جفرافیایی ویژه، این منطقه به عنوان یکی از مناطق تفریحی مورد توجه قرار گرفته است.
این سراب در دامنه کوه لجور واقع شده و میزان آب‌دهی آب ۲۰۰ لیتر در ثانیه است که در بخش کشاورزی در روستا و مناطق اطراف آن مورد استفاده قرار می‌گیرد. این سراب در کیلومتر ۳۰ جاده اراک به ملایر و بروجرد قرار دارد. دسترسی آسان به شهرهای اراک و شازند، وجود شهرک مهاجران در نزدیکی منطقه و قرار گرفتن در کنار محور ترانزیت شرق به غرب از مزیت‌های منطقه برای سرمایه‌گذاری در بخش گردشگری است.